# Mã Tư Thuần
Mã Tư Thuần (tiếng Trung: 马思纯, bính âm: Mǎ sīchun, tiếng Anh: Sandra Ma, sinh ngày 14 tháng 3 năm 1988) là nữ diễn viên điện ảnh và truyền hình người Trung Quốc.

## Tiểu sử
Mã Tư Thuần đến với điện ảnh từ khi còn rất nhỏ (7 tuổi) qua bộ phim Mùa Đông cho ba người. Năm 2000, Mã Tư Thuần tham gia bộ phim truyền hình đầu tiên là Đại Trạch Môn, và đóng vai cô bé Bạch Ngọc Đình trong trong bộ phim. Sau đó, Mã Tư Thuần chuyển đến Bắc Kinh cùng mẹ vào năm đầu tiên trung học và sống với mẹ kể từ đó.
Năm 2007, Mã Tư Thuần được nhiều người biết đến hơn khi làm người mẫu cho cuốn tiểu thuyết Chua Ngọt của tác giả Nhiên Tuyết Mạn. Trước kỳ thi tuyển sinh đại học, Mã Tư Thuần đã tích lũy được một số kinh nghiệm diễn xuất nên đã nộp đơn vào Học viện điện ảnh Bắc Kinh nhưng không thành công. Sau đó, cô nghe theo lời khuyên của mẹ và được nhận vào Khoa Phát thanh truyền hình của Đại học Truyền thông Trung Quốc. Vào năm thứ hai, Mã Tư Thuần được đạo diễn Thẩm Nghiêm chọn vào vai nữ chính trong bộ phim truyền hình Người tình được chuyển thể từ tiểu thuyết cùng tện (trước khi xuất bản có tên Bố, Con đang mang thai con của bố) của tác giả Đường Tuấn và cô chính thức bước chân vào làng giải trí.

## Sự nghiệp
Khi còn nhỏ, Mã Tư Thuần đã tham gia nhiều bộ phim Mùa Đông cho ba người (1995), Đại Trạch Môn (2001)
Năm 2008, Mã Tư Thuần chính thức bước chân vào giới giải trí khi tham gia bộ phim truyền hình Người Tình được chuyển thể từ tiểu thuyết cùng tên của Đường Tuấn. Cùng năm, Mã Tư Thuần tham gia bộ phim điện ảnh Bí Ngạn cùng với Đàn Kiện Thứ, Mạc Văn Úy, Tưởng Văn Lệ.
Năm 2009, Mã Tư Thuần đóng vai chính trong bộ phim điện ảnh Gặp gỡ ở thiên đường của đạo diễn Tưởng Văn Lệ.
Năm 2011, cùng Hồ Ca, Trần Bách Lâm, Trần Ý Hàm tham gia đóng chung trong phim bộ phim truyền hình Thanh niên thời hiện đại, cô đóng vai Ôn Tuyết một cô gái xinh đẹp có trí tuệ hơn người.
Năm 2012, cùng Phạm Thực Vỹ đóng chung trong bộ phim điện ảnh  tình cảm hiện đại Năm tháng thầm lặng, cô đã giành được giải thưởng Người mới xuất sắc nhất tại Lễ trao giải điện ảnh Kim Phượng Trung Quốc từ bộ phim này. Sau đó, Mã Tư Thuần tham gia đóng vai chính trong loạt phim truyền hình Đổi mới  3 + 7 và Câu chuyện cũ về thành phố nhỏ.
Năm 2013, Mã Tư Thuần cùng bạn diễn Dennis Oh tham gia bộ phim truyền hình tình cảm Vị nôn Ttê, một bộ phim điển hình về đề tài tình yêu thanh xuân. Cùng năm, cô cùng Hoàng Hiên, Tưởng Văn Lệ tham gia bộ phim điện ảnh Máu trắng chuyển thể từ tiểu thuyết Tình yêu nguội lạnh hơn cái chết.
Năm 2014, Mã Tư Thuần lần đầu tiên cùng Trương Quốc Lập, Tưởng Văn Lệ, Lưu Lập tham gia bộ phim truyền hình tình cảm hiện đại Tình yêu là điều tuyệt vời nhất. Cùng năm, Mã Tư Thuần lại xuất hiện trong bộ phim truyền hình cổ trang Võ Mỵ Nương truyền kỳ cùng Phạm Băng Băng, Trương Phong Nghị, Lý Trị Đình,... cô thủ vai Hạ Lan Mẫn Nguyệt, một cô gái có số phận bi thương. Sau đó, Mã Tư Thuần cùng Trần Đô Linh, Âu Hào, Dương Dương xuất hiện trong bộ phim điện ảnh Tai Trái của đạo diễn Tô Hữu Bằng. Với khả năng diễn xuất tốt, Mã Tư Thuần đã được công chúng chú ý hơn và giành được nhiều lời khen về diễn xuất, và được đề cử cho Nữ diễn viên phụ xuất sắc nhất tại Giải Kim Mã điện ảnh Đài Loan lần 52.  Ngoài ra, Mã Tư Thuần cũng đóng chung với Hà Nhuận Đông và Trương Quân Ninh trong bộ phim điện ảnh lãng mạn về thú cưng Chỉ cần một phút, và đóng chung với Tôn Lệ, Lưu Đào, Mã Tô và những người khác trong bộ phim truyền hình cổ trang Mị Nguyệt truyện.
Năm 2015, Mã Tư Thuần cùng Trương Nhược Quân và những người khác đóng chung trong bộ phim điện ảnh Khoa học Và cảm tính. Sau đó, cô và Hoắc Kiến Hoa hợp tác đóng chính trong bộ phim truyền hình tình cảm Hãy nhắm mắt khi anh đến dựa trên tiểu thuyết trực tuyến cùng tên. Cùng năm, Mã Tư Thuần cùng Lộc Hàm, Tĩnh Bách Nhiên và Vương Cảnh Xuân đóng vai chính trong bộ phim điện ảnh phiêu lưu hành động Đạo mộ bút ký. Ngoài ra, cô còn đóng vai khách mời trong bộ phim điện ảnh Giải cứu Ngô tiên sinh được chuyển thể từ kinh nghiệm thực tế của cảnh sát Ngô Nhược Phủ.
Năm 2016, tham gia bộ phim điện ảnh hình sự Có đám mây làm mưa trong gió, đóng cùng Tĩnh Bách Nhiên và những người khác. Sau đó, cô đóng cùng Thịnh Nhất Luân trong bộ phim truyền hình cổ trang Tướng quân ở trên ta ở dưới được chuyển thể từ tiểu thuyết cùng Quất Hoa Tán Lý. Vào tháng 9, bộ phim điện ảnh tình cảm hiện đại được chuyển thể từ tiểu thuyết cùng tên Thất Nguyệt Và An Sinh đóng chung với Châu Đông Vũ được phát hành trên toàn quốc và Mã Tư Thuần cũng giành được giải Nữ diễn viên chính xuất sắc nhất cho bộ phim tại Giải Kim Mã điện ảnh Đài Loan lần thứ 53.
Tháng 5 năm 2017, Mã Tư Thuần quyết định hợp tác với Trần Vỹ Đình để đóng vai chính trong bộ phim truyền hình Niên đại cam hồng. Tháng 8, tham gia bộ phim điện ảnh Địch Nhân Kiệt: Tứ đại Thiên vương. Tháng 9, Mã Tư Thuần đã giành được giải thưởng tại Lễ trao giải Kim Phượng lần 16 bởi bộ phim điện ảnh Tai Trái. Sau đó, lần đầu tiên cô được chọn vào Danh sách Người nổi tiếng của Forbes Trung Quốc và xếp thứ 79.
Tháng 3 năm 2018, Mã Tư Thuần tham gia chương trình tạp kỹ Tôi là đại trinh thám với tư cách khách mời thường trú.  Tháng 8, cô được Forbes Trung Quốc chọn vào danh sách "30 người dưới 30 tuổi" có ảnh hưởng của làng giải trí Trung Quốc.
Đầu năm 2019, Mã Tư Thuần tham gia chương trình tạp kỹ khoa học và công nghệ Trí tạo tương laii với tư cách là khách mời thường trú. Cùng năm, cô tham gia đóng vai chính trong bộ phim truyền hình Cố lên, cậu là tuyệt nhất. Vào tháng 5, Mã Tư Thuần và nhiều nghệ sĩ đóng chung trong bộ phim điện ảnh Lư hương đầu tiên về đề tài Trung Hoa Dân quốc. Tháng 11, bộ phim điện ảnh lãng mạn Hẹn uớc mùa Đông đóng cùng Hoắc Kiến Hoa được phát hành.
25 tháng 8 năm 2020, bộ phim điện ảnh hiện đại Kiều Mạch Phong Trường với sự tham gia của Mã Tư Thuần được phát hành.
Năm 2021, tham gia chương trình tạp kỹ Đại hội bóc phốt mùa 5 của Tencent Video. Ngày 11 tháng 3, bộ phim truyền hình về quân y Em là thành trì doanh lũy của anh được chuyển thể từ tiểu thuyết cùng tên do cô đóng cùng Bạch Kính Đình đóng chính được phát sóng trên Tencent Video.

## Danh sách phim

### Phim truyền hình
| Năm  | Tựa đề                                         | Tựa đề tiếng Trung          | Vai diễn                    | Bạn diễn                              | Ghi chú   |
| ---- | ---------------------------------------------- | --------------------------- | --------------------------- | ------------------------------------- | --------- |
| 2001 | Đại Trạch Môn                                  | 大宅门                      | Bạch Ngọc Đình (Thanh niên) | Trần Bảo Quốc, Tư Cầm Cao Oa          | vai phụ   |
| 2010 | Người tình / Bố, con đang mang thai con của bố | 恋人 / 爸爸，我怀了你的孩子 | Tư Thuần                    | Quách Hiểu Đông                       | vai chính |
| 2011 | Modern Tân nhân loại                           | 摩登新人类                  | Ôn Tuyết                    | Hồ Ca, Trần Bách Lâm, Trần Ý Hàm      | vai phụ   |
| 2012 | Đổi mới 3+7                                    | 刷新3+7                     | Tiểu Miêu                   | Hồ Ca, Phạm Hiểu Huyên                | vai phụ   |
| 2013 | Vị hôn thê                                     | 未婚妻                      | Lâm Tiểu Y                  | Dennis Oh                             | vai chính |
| 2014 | Tình yêu là điều tuyệt vời nhất                | 爱情最美丽                  | Mã Hiểu Xán                 | Trương Quốc Lập, Tưởng Văn Lệ         | vai chính |
| 2014 | Mùa hè không tưởng                             | 不可思议的夏天              | Saori                       | Furukawa Yuki, Vương Truyền Quân      | vai chính |
| 2014 | Võ Mỵ Nương truyền kỳ                          | 武媚娘传奇                  | Hạ Lan Mẫn Nguyệt           | Phạm Băng Băng, Trương Phong Nghị     | vai phụ   |
| 2015 | Hãy nhắm mắt khi anh đến                       | 他来了，请闭眼              | Giản Dao                    | Hoắc Kiến Hoa                         | vai chính |
| 2015 | Tuổi 17 biết đau                               | 会痛的17岁                  | VIVI                        | Ôn Tâm, Chu Du, Lý Dục                | vai phụ   |
| 2015 | Mị Nguyệt truyện                               | 芈月传                      | Nguỵ Di                     | Tôn Lệ, Lưu Đào, Mã Tô                | vai phụ   |
| 2017 | Tướng quân ở trên ta ở dưới                    | 将军在上我在下              | Diệp Chiêu                  | Thịnh Nhất Luân, Vương Sở Nhiên       | vai chính |
| 2018 | Niên đại cam hồng                              | 橙红年代                    | Hồ Dung                     | Trần Vỹ Đình, Lưu Dịch Quân, Trần Dao | vai chính |
| 2019 | Cố lên, cậu là tuyệt nhất                      | 加油，你是最棒的            | Phúc Tử                     | Đặng Luân                             | vai chính |
| 2021 | Em là thành trì doanh lũy của anh              | 你是我的城池营垒            | Mễ Kha                      | Bạch Kính Đình                        | vai chính |
| 2022 | Vết nứt của bình minh                          | 江照黎明                    | Lý Hiểu Nam                 | Bạch Khách, Lưu Khải, Trương Dao      | vai chính |
| 2024 | Anh hùng trinh sát                             | 侦察英雄                    | Văn Tiệp                    | La Tấn                                | vai chính |
| 2024 | Gia đình pháo hoa                              | 烟火人家                    | Lý Y Cẩm                    | Từ Phàm                               | vai chính |
|      |                                                | 人之初                      | Ngô Phi Phi                 | Trương Nhược Quân                     | vai chính |

### Phim điện ảnh
| Năm  | Tựa đề tiếng Việt                   | Tựa đề tiếng Trung        | Vai diễn         | Bạn diễn                                        | Ghi chú   |
| ---- | ----------------------------------- | ------------------------- | ---------------- | ----------------------------------------------- | --------- |
| 2006 | Mùa Đông cho ba người               | 三个人的冬天              |                  | Tưởng Văn Lệ, Triệu Quân, Vương Siêu            | vai phụ   |
| 2008 | Bí ngạn                             | 秘岸                      | Thanh Thanh      | Đàn Kiện Thứ, Mạc Văn Úy, Tưởng Văn Lệ          | vai phụ   |
| 2010 | Gặp gỡ ở thiên đường                | 我们天上见                | Tiểu Thúy        | Chu Húc, Diêu Quân, Lưu Diệp                    | vai chính |
| 2012 | Năm tháng thầm lặng                 | 岁月无声                  | Dương Đóa Đóa    | Phạm Thực Vỹ, Mông Đình Nghi                    | vai chính |
| 2014 | Bạch Tương / Thượng Hải, Thượng Hải | 白相 / 上海上海           | Lam (Thiếu niên) | Hoàng Hiên, Tưởng Văn Lệ                        | vai chính |
| 2014 | Chỉ cần một phút                    | 只要一分钟 / 我的男友和狗 | Hữu Kỳ           | Trương Quân Ninh, Hà Nhuận Đông                 | vai phụ   |
| 2015 | Tai Trái                            | 左耳                      | Lê Ba Lạp        | Trần Đô Linh, Âu Hào, Dương Dương               | vai chính |
| 2015 | Duyên đến hoa ở                     | 缘来花开                  | Ôn Tuyết         | Trần Bá Lâm                                     |           |
| 2015 | Giải cứu Ngô tiên sinh              | 解救吾先生                | Lưu Vân          | Lưu Đức Hoa, Lưu Diệp, Ngô Nhược Phủ            | vai phụ   |
| 2016 | Đạo mộ bút ký                       | 盗墓笔记                  | A Ninh           | Lộc Hàm, Tĩnh Bách Nhiên, Vương Cảnh Xuân       | vai chính |
| 2016 | Thất Nguyệt Và An Sinh              | 七月与安生                | Lâm Thất Nguyệt  | Châu Đông Vũ                                    | vai chính |
| 2017 | Yêu Linh Linh                       | 妖铃铃                    |                  | Ngô Quân Như, Thẩm Đằng, Mạc Vân Bằng           | khách mời |
| 2018 | Khoa học Và cảm tính                | 奇葩朵朵                  | Châu Châu        | Trương Nhược Quân, Lý Hiện                      | vai chính |
| 2018 | Địch Nhân Kiệt: Tứ đại Thiên vương  | 狄仁杰之四大天王          | Thủy Nguyệt      | Triệu Hựu Đình, Phùng Thiệu Phong, Lâm Canh Tân | vai chính |
| 2019 | Có đám mây làm mưa trong gió        | 风中有朵雨做的云          | Đường Tiểu Nặc   | Tĩnh Bách Nhiên, Tống Giai, Tần Hạo             | vai chính |
| 2019 | Hẹn uớc mùa Đông                    | 大约在冬季                | An Nhiên         | Hoắc Kiến Hoa, Ngụy Đại Huân                    | vai chính |
| 2020 | Lư hương đầu tiên                   | 第一炉香                  | Cát Vy Long      | Bành Vu Yến, Du Phi Hồng                        | vai chính |
| 2020 | Kiều Mạch Phong Trường              | 荞麦疯长                  | Vân Kiều         | Chung Sở Hy, Hoàng Cảnh Du                      | vai chính |
| 2022 | Đoạn Kiều                           | 断桥                      | Văn Hiểu Vũ      | Vương Tuấn Khải, Phạm Vỹ                        | vai chính |

## Âm nhạc
| Thời gian           | Tựa đề bài hát           | Tựa đề tiếng Trung | Ghi chú                                           |
| ------------------- | ------------------------ | ------------------ | ------------------------------------------------- |
| 23 tháng 6 năm-2018 | Tôi là đại trinh thám    | 我是大侦探         | bài hát chủ đề chương trình Tôi là đại trinh thám |
| 4 tháng 4 năm 2019  | Một Trò Chơi Một Giấc Mơ | 一场游戏一场梦     | bài hát chủ đề phim Có Đám Mây Làm Mưa Trong Gió  |
| 26 tháng 7 năm 2019 | Chờ Đợi                  | 守候               | đĩa đơn cá nhân đầu tiên                          |

## Chương trình tạp kỹ
| Năm  | Tên chương trình                         | Tựa đề tiếng Trung | Kênh                  | Ghi chú                                         |
| ---- | ---------------------------------------- | ------------------ | --------------------- | ----------------------------------------------- |
| 2016 | Running Man mùa 4                        | 奔跑吧兄弟第四季   | Chiết Giang TV        | khách mời                                       |
| 2016 | 12 Đạo Phong Vị - Chef Nic mùa 3         | 十二道锋味第三季   | Chiết Giang TV        | khách mời                                       |
| 2017 | Happy Camp                               | 快乐大本营         | Hồ Nam TV, Mangguo TV | Khách mời đặc biệt                              |
| 2017 | Ai biết ăn nói nhất - U can U BIBI mùa 4 | 奇葩说第四季       | IQIYI                 | khách mời                                       |
| 2017 | Happy Camp                               | 快乐大本营         | Hồ Nam TV, Mangguo TV | khách mời đặc biệt                              |
| 2017 | Khu vườn bí mật                          | 大本营的秘密花园   | Mangguo TV            | chương trình con Happy Camp, khách mời đặc biệt |
| 2018 | Thanh lấm kỳ cảnh                        | 声临其境           | Hồ Nam TV             | tham gia                                        |
| 2018 | Thành Huyễn Nhạc - Phanta City           | 幻乐之城           | Hồ Nam TV             | khách mời                                       |
| 2018 | Tôi là đại trinh thám                    | 我是大侦探         | Hồ Nam TV, Mangguo TV | khách mời thường trú                            |
| 2019 | Trí tạo tương lai                        | 智造将来           | Chiết Giang TV        | khách mời thường trú                            |
| 2020 | Xem cuộc sống của tôi                    | 看我的生活         | Youku                 | khách mời thường trú                            |
| 2021 | Đại hội bóc phốt mùa 5                   | 吐槽大会第五季     | Tencent Video         | khách mời thường trú                            |

## Giải thưởng
| Năm  | Lễ trao giải                                                       | Hạng mục giải thưởng                              | Phim                        | Kết quả   | Tham khảo |
| ---- | ------------------------------------------------------------------ | ------------------------------------------------- | --------------------------- | --------- | --------- |
| 2013 | Lễ trao giải Kim Phượng điện ảnh Trung Quốc lần thứ 14             | Giải thưởng Gương mặt mới                         | Năm tháng thầm lặng         | Đoạt giải | [ 35 ]    |
| 2015 | Giải thưởng của Diễn đàn Điện ảnh Thế hệ trẻ Trung Quốc lần thứ 10 | Nữ diễn viên mới của năm                          |                             | Đoạt giải | [ 36 ]    |
| 2015 | Lễ trao giải truyền hình Trung Quốc lần thứ 2                      | Nữ diễn viên chính xuất sắc                       |                             | Đề cử     | [ 37 ]    |
| 2015 | Lễ trao giải Kim Mã điện ảnh Đài Loan lần thứ 52                   | Diễn viên phụ xuất sắc nhất                       | Tai Trái                    | Đề cử     | [ 38 ]    |
| 2016 | Weibo Night 2016                                                   | Màn trình diễn xuất sắc nhất                      | Tai Trái                    | Đoạt giải |           |
| 2016 | Weibo Night 2016                                                   | Nữ diễn viên chính xuất sắc                       | Tai Trái                    | Đoạt giải |           |
| 2016 | Weibo Night 2016                                                   | Nữ diễn viên quyền lực nhất                       |                             | Đoạt giải |           |
| 2016 | Lễ trao giải truyền hình Trung Quốc lần thứ 3                      | Nữ diễn viên xuất sắc nhất (phim chiếu mạng)      |                             | Đề cử     | [ 39 ]    |
| 2016 | Lễ trao giải Kim Mã điện ảnh Đài Loan lần thứ 53                   | Nữ diễn viên chính xuất sắc nhất                  | Thất Nguyệt Và An Sinh      | Đoạt giải | [ 18 ]    |
| 2017 | Weibo Night 2017                                                   | Nữ diễn viên có nhiều lượt xem nhất               |                             | Đoạt giải | [ 40 ]    |
| 2017 | Lễ trao giải Màn ảnh vàng lần thứ 2                                | Nữ diễn viên chính xuất sắc nhất                  | Thất Nguyệt Và An Sinh      | Đoạt giải | [ 41 ]    |
| 2017 | Giải thưởng Điện ảnh Hồng Kông lần thứ 36                          | Nữ diễn viên chính xuất sắc nhất                  | Thất Nguyệt Và An Sinh      | Đề cử     |           |
| 2017 | Liên hoan phim sinh viên Đại học Bắc Kinh lần thứ 24               | Nữ diễn viên chính xuất sắc nhất                  | Thất Nguyệt Và An Sinh      | Đề cử     | [ 42 ]    |
| 2017 | Giải thưởng của Hiệp hội Đạo diễn phim Trung Quốc lần thứ 8        | Nữ diễn viên của năm                              | Thất Nguyệt Và An Sinh      | Đề cử     | [ 43 ]    |
| 2017 | Giải thưởng Truyền thông Điện ảnh Trung Quốc lần thứ 17            | Nữ diễn viên chính xuất sắc nhất                  | Thất Nguyệt Và An Sinh      | Đề cử     | [ 6 ]     |
| 2017 | Lễ trao giải Kim Phượng điện ảnh Trung Quốc lần thứ 16             | Giải thưởng Xã hội                                |                             | Đoạt giải | [ 44 ]    |
| 2018 | Giải thưởng Hoa Đỉnh lần thứ 24                                    | Nữ diễn viên chính xuất sắc nhất (phim cổ trang)  | Tướng quân ở trên ta ở dưới | Đề cử     | [ 45 ]    |
| 2018 | Lễ trao giải Super IP cho việc đọc các bài báo                     | Nữ diễn viên Super IP                             |                             | Đoạt giải |           |
| 2018 | Lễ hội Youku Young Choice                                          | Bách Biến Tiểu Hoa                                |                             | Đoạt giải | [ 46 ]    |
| 2018 | Bữa tiệc ngày 4 tháng 5 của CCTV                                   | Diễn viên trẻ xuất sắc "Bông hoa tháng 5"         |                             | Đoạt giải |           |
| 2018 | Lễ trao giải phim nổi tiếng Bách Hoa lần thứ 34                    | Nữ diễn viên chính xuất sắc nhất                  | Thất Nguyệt Và An Sinh      | Đề cử     | [ 47 ]    |
| 2018 | Lễ trao giải truyền hình Trung Quốc lần thứ 5                      | Nữ diễn viên chính xuất sắc (phim chiếu mạng)     |                             | Đề cử     | [ 48 ]    |
| 2019 | Giải thưởng Hoa Đỉnh lần thứ 25                                    | Nữ diễn viên chính xuất sắc nhất phim truyền hình |                             | Đề cử     | [ 49 ]    |
| 2019 | Weibo Night 2019                                                   | Nữ thần của năm                                   |                             | Đoạt giải |           |
| 2020 | Lễ trao giải truyền hình Trung Quốc lần thứ 7                      | Nữ diễn viên xuất sắc                             |                             | Đề cử     |           |
| 2020 | Liên hoan phim Sinh viên Đại học Quảng Châu lần thứ 17             | Nữ chính được yêu thích nhất                      | Kiều Mạch Phong Trường      | Đoạt giải |           |
| 2020 | Liên hoan phim Quốc tế Ma Cao lần thứ 12                           | Giải Nữ diễn viên chính xuất sắc nhất             | Kiều Mạch Phong Trường      | Đề cử     | [ 50 ]    |
| 2020 | Lễ hội thời trang COSMO 2020                                       | Nhân vật của năm "Thời trang không sợ hãi"        |                             | Đoạt giải | [ 51 ]    |

### Vinh danh
| Năm  | Tổ chức                                                   | Vị trí                                                                      | Kết quả   | Ghi chú |
| ---- | --------------------------------------------------------- | --------------------------------------------------------------------------- | --------- | ------- |
| 2017 | Danh sách Người nổi tiếng của Forbes Trung Quốc 2017      | Xếp hạng 79                                                                 | Đoạt giải | [ 52 ]  |
| 2018 | Forbes Trung Quốc 2018                                    | Danh sách "30 người dưới 30 tuổi" có ảnh hưởng của làng giải trí Trung Quốc | Đoạt giải |         |
| 2019 | Danh sách Người nổi tiếng của Forbes Trung Quốc 2019      | Xếp hạng 4                                                                  | Đoạt giải |         |
| 2019 | TC Candler Asian                                          | Đứng thứ 41 trong danh sách đề cử 100 Gương mặt đẹp nhất Trung Quốc         | Đề cử     | [ 53 ]  |
| 2019 | Bảng xếp hạng Gương mặt Thời trang Châu Á I-MAGAZINE 2019 | Xếp hạng 38                                                                 | Đề cử     |         |
| 2020 | Danh sách Người nổi tiếng của Forbes Trung Quốc 2020      | Xếp hạng 60                                                                 | Đoạt giải |         |

## Khác
Năm 2015, Mã Tư Thuần cho ra mắt cuốn sách do chính tay cô viết "Nếu Có Điều Nhỏ Bé Là Quan Trọng" (Tên tiếng Trung: 如果有一件小事是重要的) được rất nhiều người chú ý và ủng hộ như: Vu Chính, Nhiêu Tuyết Mạn, Trần Đô Linh,...